# Ducado de Naxos
O  Ducado de Naxos  (em italiano:  Ducato di Nasso; em grego moderno, Δουκάτο της Νάξου) ou Ducado do Arquipélago (em italiano:  Ducato dell'Arcipelago; em grego moderno, Δουκάτο του Αρχιπελάγους)  ou Ducado do Egeu (em italiano:  Ducato dell'Egeo; em grego moderno, Δουκάτο του Αιγαίου) foi um Estado marítimo criado pelos interesses da República de Veneza, em 1207, após a Quarta Cruzada. Era centrado nas ilhas de Naxos e Paros, no mar Egeu. Incluía todas as Cíclades, exceto Míconos e Tinos. Em 1537, tornou-se tributário do Império Otomano.

## História

### O nascimento do império colonial veneziano
Com a conquista em 1204 de Constantinopla pela Quarta Cruzada e a criação de um novo Império Latino após a queda do Império Bizantino, Veneza tornou-se dona de "um quarto e meio do Império do Oriente", expandindo as suas posses e criando um vasto império marítimo que a tornava dona do mar Egeu e do Mediterrâneo oriental. Ao adquirir e organizar as novas posses, a República Veneziana adotou o sistema feudal dos aliados francos, deste modo incentivando os investimentos privados das grandes famílias patrícias na nova colônia e garantindo-se um controle indireto da mesma: o interesse da república não era de fato tanto o domínio territorial, quanto a disponibilidade de bases numerosas e seguras para a frota e o controle das rotas comerciais.

## Antecedentes e estabelecimento do ducado
As cidades-estado italianas, especialmente a República de Gênova, República de Pisa e a República de Veneza estavam interessadas nas ilhas do mar Egeu bem antes da Quarta Cruzada. Havia colônias comerciais italianas em Constantinopla e piratas italianos atacavam assentamentos no Egeu no século XII. Depois do colapso e divisão do Império Bizantino em 1204, no qual os venezianos desempenharam um papel preponderante, os interesses da República de Veneza puderam ser plenamente realizados.
O Ducado do Arquipélago foi formalmente criado em 1207 por Marco Sanudo, um participante da cruzada e neto do ex-doge de Veneza Enrico Dandolo, que liderou a esquadra vêneta em direção a Constantinopla. Aquele foi um empreendimento independente, sem o consentimento do imperador latino Henrique da Flandres. Sanudo estava acompanhado de Marino Dandolo e de André Ghisi e Geremia Ghisi (bem como, possivelmente, de Filocalo Navigajoso). Ele conseguiu o empréstimo de oito galés do arsenal de Veneza, ancorou no porto de Potamidides, no sul de Naxos e capturou a ilha.
Porém os gregos ortodoxos de Naxos continuaram a resistir,e estabeleceram uma base no interior da ilha, ao redor da fortaleza de Apáliro/Apalire. Depois de um cerco de nove semanas, caíram sob domínio de Sanudo, apesar da assistência prestada aos gregos pela República de Gênova, o principal competidor dos venezianos.
Com toda a ilha ocupada em 1210, Sanudo e seus associados logo conquistaram Melos e o resto das ilhas Cíclades, e autonomeou-se "Duque de Naxia", ou "Duque do Arquipélago",  com seu quartel-general em Naxos. Sanudo reconstruiu uma poderosa fortaleza e dividiu a ilha em 56 províncias, as quais ele dividiu como feudos entre os líderes de seus comandados, muitos dos quais eram altamente autônomos e aparentemente custeavam por si mesmos suas despesas.
Navigajoso teve garantido o domínio da ilha por Henrique da Flandres e era tecnicamente vassalo do Império Latino; o próprio Sanudo reconheceu a autoridade do Império Latino em vez de tornar o ducado vassalo de Veneza. O próprio conquistador governou por vinte anos (1207-27). Ele manteve em sua posse Paros, Antiparos, Milos, Sífnos, Cítnos, Ios, Amorgos, Címolos, Sícinos, Siro e Folegandros.
Os companheiros cruzados de Sanudo conquistaram senhorios por conta própria, algumas vezes como vassalos de Sanudo como fez Dandolo em Andros. Embora também fosse considerado que eles se tornaram vassalos de Sanudo,   os irmãos Ghisi, que tomaram Tinos, Míconos, e Esporades do Norte (Escíato, Esquiro, Escópelos) nunca reconheceram a suserania de Sanudo. Em vez disso, eles eram vassalos diretos dos imperadores latinos. Algumas famílias pensavam ter se estabelecido mais cedo
 nas ilhas
(Querini, Barozzi) estabeleceram-se de fato no século XIV.  mais ao sul, Cítera (ou Cerigo) tomada por Marco Venier, e Anticítera (ou Cerigotto), tomada Tiago Viaro decidiram tornar-se vassalos de Veneza.

## Administração, fé e economia

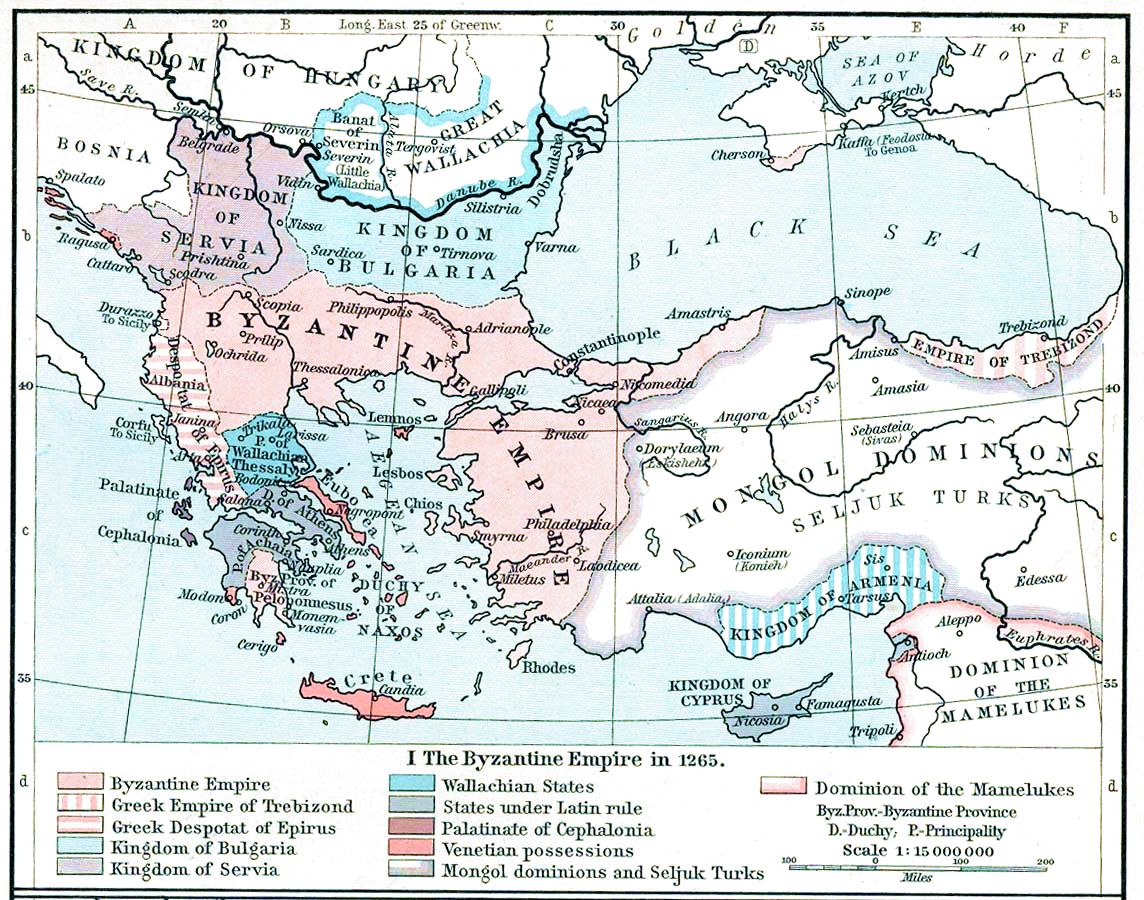
O Ducado de Naxos e os estados na Moreia, encravados no Império Bizantino, como eles eram em 1265 William R. Shepherd, Historical Atlas, 1911

A instituição europeia do feudalismo causou pouca disrupção nos ilheus bizantinos que eram familiarizados com os direitos de uma classe de possuidores da terra sob o sistema bizantino do pronoia. As diferenças significativas entre a pronoia bizantina e o feudalismo eram de pouca significância imediata para aqueles que cultivavam as terras ou pescavam naquelas águas. Naqueles casos, a população local submeteu-se relativamente em paz com sus novos senhores venezianos. Sanudo e seus sucessores prudentemente seguiram um curso conciliatório com seus súditos bizantinos, garantindo mesmo feudos para alguns entre eles, num esforço para ligá-los à dinastia.
Os venezianos trouxeram o catolicismo com eles, mas como eles eram uma minoria de proprietários usualmente ausentes de suas terras, a maioria da população permaneceu grega ortodoxa. O próprio Marco Sanudoestabeleceu uma arquidiocese latina em Naxos, mas em contraste com seus sucessores, não tentou converter á força a maioria grega ortodoxa. Suas ações consistiram primariamente em impor restrições ao clero ortodoxo e a exclusão de crsitãos ortodoxos de posições de autoridade. Então, a divisão religiosa entre católicos e orotodoxos gradualemente tornou-se uma divisão social, com as classe governante católicas vivendo em cidades nas ilhas e os ortodoxos predominantemente no interior.
A maior preocupação dos venezianos no ducado era a valiosa rota nas ilhas maiores fora da Anatólia, que eles podiam agora controlar; embora tais ilhas tenham permanecido como parte do Império Latino, e mais tarde do restaurado Império Bizantino, até a sua tomada pelo Império Otomano no século XIV. Além de prover rotas marítimas seguras para os seus navios, os venezianos também exportavam corindo e mármore, que eles mineravam em Naxos. Certos direitos feudais latinos sobreviveram na ilha de Naxos e adjacências até que foram abolidos em 1720 pelos otomanos

## História posterior
Os anais do Arquipélago Latino concentram-se nas histórias das famílias Sanudo e Dandolo, Ghisi, Crispo e Sommaripa, Venier e Quirini, Barozzi a Gozzadini.  Vinte e um duques de duas dinastias governaram o arquipélago, sucessivamente como vassalos do imperador latino em Constantinopla, da dinastia da família Villehardouin do Principado de Acaia, dos angevinos do Reino de Nápoles (em 1278), e depois de 1418 da República de Veneza.
Em 1248,  o ducado foi nominalmente entregue a Guilherme de Vilearduin, príncipe de Acaia. Marco II Sanudo perdeu muitras das ilhas, exceto Naxos e Paros, para as forças do renovado Império Bizantino sob o almirante Licário no século XIII. O renascimento bizantino durou pouco, pois perdeu o controle dos ganhos em 1310.
Em 1317, a Companhia Catalã atacou os restos do ducado; em 1383, a família Crispo liderou uma insurreição armada e tornou-se herdeira de Sanudo como duques do Arquipélago. Sob os duques Crsipo, a ordem social e a agricultura decaíram e a pirataria tornou-se dominante.

## Colapso e conquista otomana

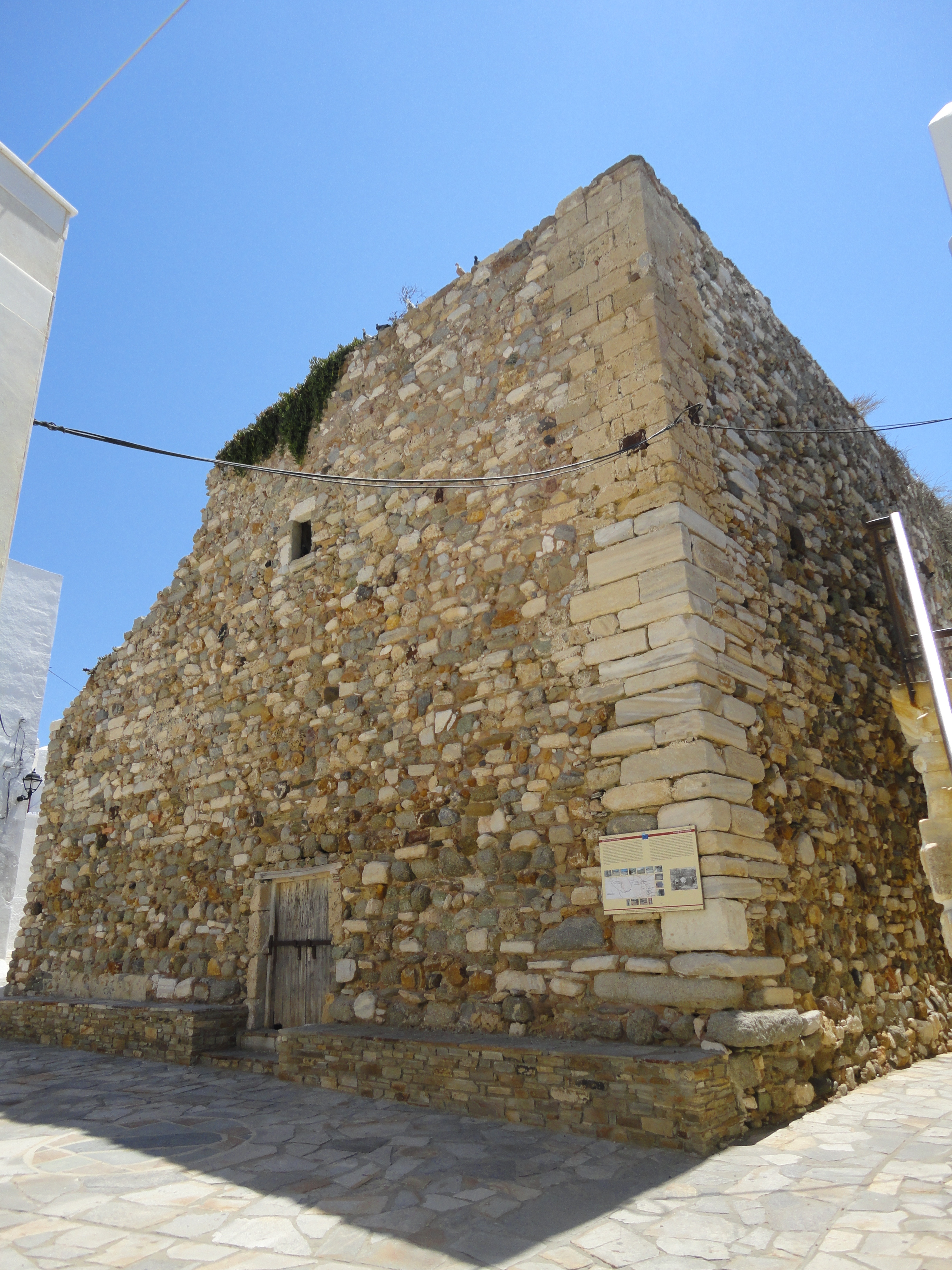
Torre de Sanudo, Chora de Naxos

Antes que o duque latino cristão, Tiago IV Crispo, fosse deposto em 1556 pelo sultão otomano Selim II, ele já pagava tributos ao sultão. O representante indicado pelo sultão, o último duque do arquipélago (1566-79) foi o judeu português (marrano) João Miquez.
A lei cristã latina não foi inteiramente removida depois daquela data: a família Gozzadini de Bolonha sobreviveu como senhores de Sifnos e outras pequenas ilhas nas Cíclades até 1617, e a ilha de Tenos permaneceu veneziana até 1714. Os últimos portos venezianos em Moreia (Peloponeso) foram capturadas em 1718. Gaspar Graziani, um nobre dálmata, foi agraciado com o título de "Duque do Arquipélago" em 1616, mas a ilha retornou ao domínio otomano direto ao fim de 1617; ele foi o último a ostentar o título.

## Duques do Arquipélago

Mediterrâneo oriental em 1450

### Dinastia Sanudo
- Marco I Sanudo (1207–27)
- Ângelo (1227–62)
- Marco II (1262–1303)
- Guilherme I Sanudo (1303–23)
- Nicolau I Sanudo (1323–41)
- João I Sanudo (1341–62)
- Florença Sanudo (1362–71)
- Nicolau II Sanudo (1364–71)
- Nicolau III de Carceri (1371–83)

### Dinastia Crispo
- Francisco I Crispo (1383–97)
- Tiago I Crispo (1397–1418)
- João II Crispo (1418–33)
- Tiago II Crispo (1433–47)
- João Tiago Crispo (1447–53)
- Guilherme II Crispo (1453–63)
- Francisco II Crispo (1463)
- Tiago III Crispo (1463–80)
- João III Crispo (1480–94)

(interregno)
- Francisco III Crispo (1500–11)

(interregno)
- João IV Crispo (1517–64)
- Tiago IV Crispo (1564–66)

### Representante otomano
- João Miquez (1566–79)

### Casa Espanhola
- Manuel Fernandez (1964) [7]